# Idanthyrsus kornickeri
Idanthyrsus kornickeri är en ringmaskart som beskrevs av Kirtley 1994. Idanthyrsus kornickeri ingår i släktet Idanthyrsus och familjen Sabellariidae. Inga underarter finns listade i Catalogue of Life.